# Riolo Terme
Riolo Terme – miejscowość i gmina we Włoszech, w regionie Emilia-Romania, w prowincji Rawenna.
Według danych na rok 2004 gminę zamieszkiwały 5334 osoby, 121,2 os./km².
W 1914 r., dzięki walorom wód mineralnych, miejscowość otrzymała nazwę Riolo Bagni. Od 1957 r. nazywa się tak jak dziś. Wcześniej, przez dwa stulecia zwała się Riolo Secco. W XIV w. w miejscu starej wieży zbudowano małą fortecę, mogącą pomieścić 300 żołnierzy. Architektem był Massimo della Colla. Budowa zamku stworzyła grunt pod rozwój ekonomiczny miejscowości.
Przedstawiciele rodu Manfredi władali zamkiem od 1435 r. W końcu 1472 r. rządy sprawował Carlo II Manfredi. Wówczas budowlę rozbudowano i upiększono. Od 1500 r. sprawował tu władzę Cesare Borgia, zwany Valentino. W XVII w. nastał schyłek tutejszego dobrobytu. Po 1815 r. mieszkańcy Riolo otrzymali pewną autonomię administracyjną. Burmistrzowie: Vincenzo Fantaguzzi (1860), Anselmo Mongardi (1889), Ermenegildo Costa (1915) przyczynili się do rozwoju ekonomicznego i społecznego Riolo. Powstały wówczas: zegar na placu, most żelazny na rzece Senio, urząd telegraficzny, termy, szkoła podstawowa, akwedukt w zamku.
Riolo zostało wyzwolone 11 kwietnia 1945 r. przez włoskie oddziały z Friuli wspomagane Brytyjczykami. Zamek był siedzibą władz do sierpnia 1985 r. W jego wnętrzu mają miejsce wydarzenia kulturalne i muzealne, odbywają się projekcje filmowe. Budowla jest miejscem spotkań historyków, ludzi kultury i gastronomii. Na najwyższym piętrze zamku na statywach ustawione są białe lornetki, za pomocą których można oglądać panoramę miasta i okolic, w tym okoliczne wzgórza, mające od 245 do 515 m (np. Monte Mauro).
Dekretem Prezydenta Republiki Włoskiej, dnia 24 listopada 2001 r. gminie Riolo Terme nadano prawa miejskie. Miejscowość jest oddalona 56 km od Rawenny i 9 km od Imoli. Położona na wysokości 98 m n.p.m.